# کیسوساکی، میئه
کیسوساکی، میئه (به لاتین: Kisosaki, Mie) یک منطقهٔ مسکونی در ژاپن است که در Kuwana District واقع شده‌است. کیسوساکی ۱۵٫۷۲ کیلومترمربع مساحت و ۶٬۷۳۰ نفر جمعیت دارد.